# Pseudopaludicola riopiedadensis
Pseudopaludicola riopiedadensis är en groddjursart som beskrevs av Mercadal de Barrio och Barrio 1994. Pseudopaludicola riopiedadensis ingår i släktet Pseudopaludicola och familjen Leiuperidae. IUCN kategoriserar arten globalt som otillräckligt studerad. Inga underarter finns listade i Catalogue of Life.